# Björkviks flygbas
Björkviks flygbas eller Björkviksbasen (IATA: -, ICAO: ESKX) är en före detta militär flygbas i Björkvik, cirka 32 kilometer från Katrineholm i Södermanlands län.

## Historik
Flygfältet uppfördes av Flygvapnet och togs i drift 1967, och benämndes Fält 58 och hade FV-nr 42. Basen bestod av 14 uppställningsplatser typ Bas 60. Söderut där E4 passerar låg under den södergående körbanan en av basens två fälthanggarer. Basen blev aldrig helt färdigställt efter de ursprungliga planerna, detta på grund av tvist med kringliggande markägare och brist på pengar. Flygbasen tillhörde F 11 Nyköping. I slutet av 1990-talet var basen reservbas till Malmens flygbas inom Mellersta flygkommandot (FKM).
Efter att flygbasen utgick ur den svenska krigsorganisationen, såldes den till två privatpersoner. Flygbasen fick nytt liv under namnet Björkvikring, som motorbana och testområde. I början av november 2013 var hela den före detta flygbasen ute till försäljning, till ett utgångspris på 20 miljoner kronor. Totalt sträcker sig flygbasen över en areal på 78,4 hektar varav cirka 17 ha består av skog.